# 霍尔 (藏语)
霍尔（藏語：ཧོར་，威利转写：hor），汉籍中也译作霍耳、互人、胡、伙尔、呼尔、霍儿人等，藏族历史典籍中经常出现的一个民族称谓，在不同时期指代不同的族群。

## 语源
源于7-8世纪时“胡”的音译，另一说认为来自对回鹘的称呼。12世纪以前，吐蕃人称吐谷浑为阿柴，12世纪后称为霍尔。

## 用法
藏文古籍对回鹘、蒙古等黄河以北游牧民族的通称。卫藏农业区藏族对西藏北部和西藏以北地区藏族牧民的泛称。藏族对居住在青海的土族的专称。